# Chiesa di San Giovanni Battista (Compiano)
La chiesa di San Giovanni Battista è un luogo di culto cattolico dalle forme barocche e neoclassiche situato in piazza della Chiesa 2 nel centro fortificato di Compiano, in provincia di Parma e diocesi di Piacenza-Bobbio; è sede di una parrocchia compresa nel vicariato della Val Taro e Val Ceno.

## Storia
Il luogo di culto originario, ubicato forse sull'altura di Caffarasca a sud di Compiano, fu fondato in epoca medievale dai religiosi del monastero di San Paolo di Mezzano a Mezzano Scotti di Bobbio, che evangelizzarono il territorio tra l'VIII e il IX secolo, e fu posto alle loro dipendenze.
Nel XIII secolo la chiesa, dedicata a san Giovanni Battista, divenne plebana; come testimoniato da documenti del 1352, alle sue dipendenze erano poste le cappelle di Barbigarezza, Casale, Cereseto, Isola, Masanti e Santa Maria del Taro.
Nel 1600 l'edificio fu ricostruito all'interno del borgo di Compiano, mentre dell'antica struttura si perse ogni traccia.
Nel 1868 furono avviati importanti lavori di ristrutturazione in stile neoclassico della chiesa.
Tra il 1980 e il 1984 gli esterni furono risistemati, sia nelle facciate sia nelle coperture.
Tra il 1998 e il 2006 furono restaurati gli stucchi interni e le opere della cappella di San Francesco; tra il 2004 e il 2005 furono inoltre consolidate le strutture portanti del tempio.

## Descrizione

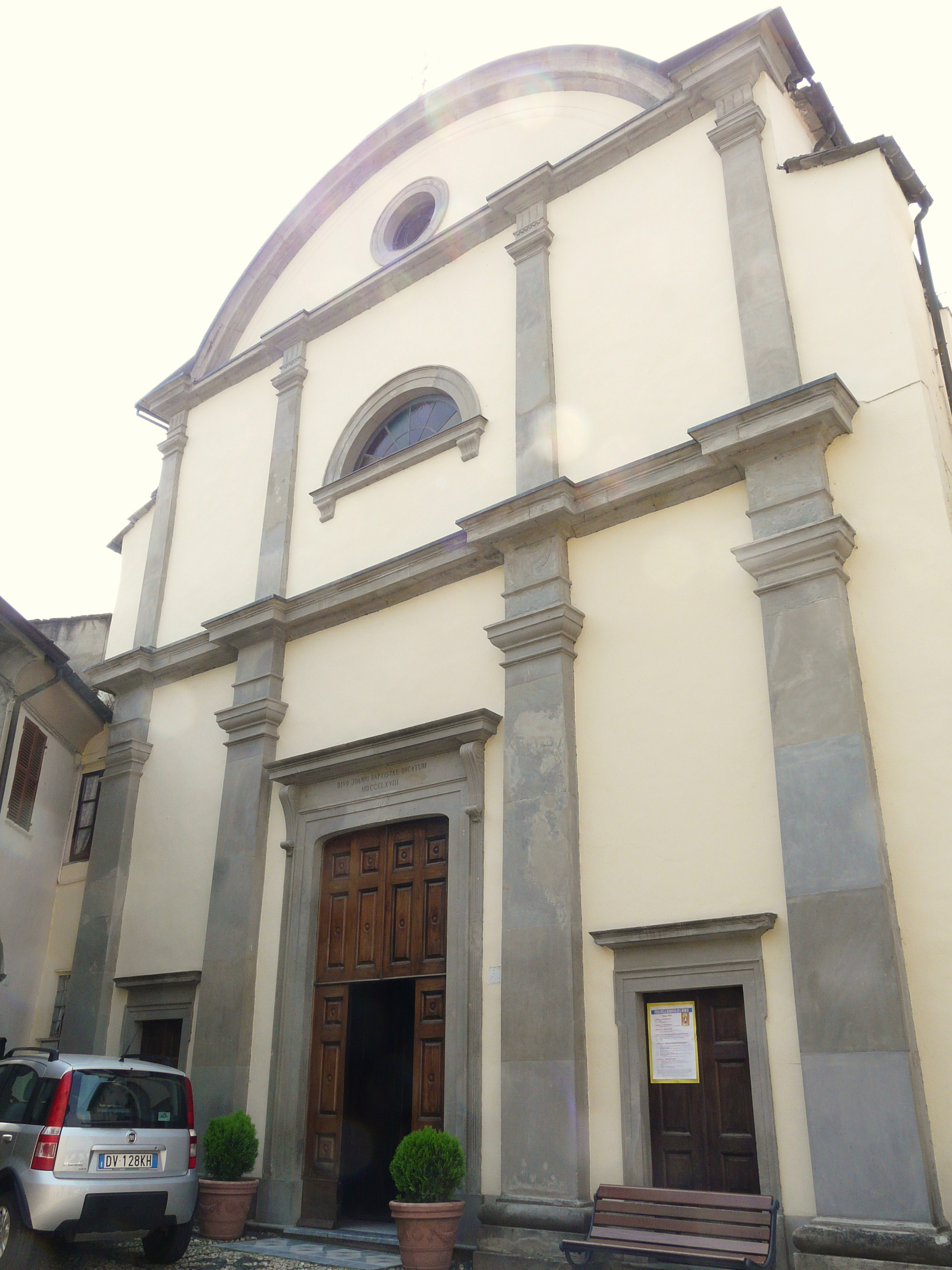
Facciata

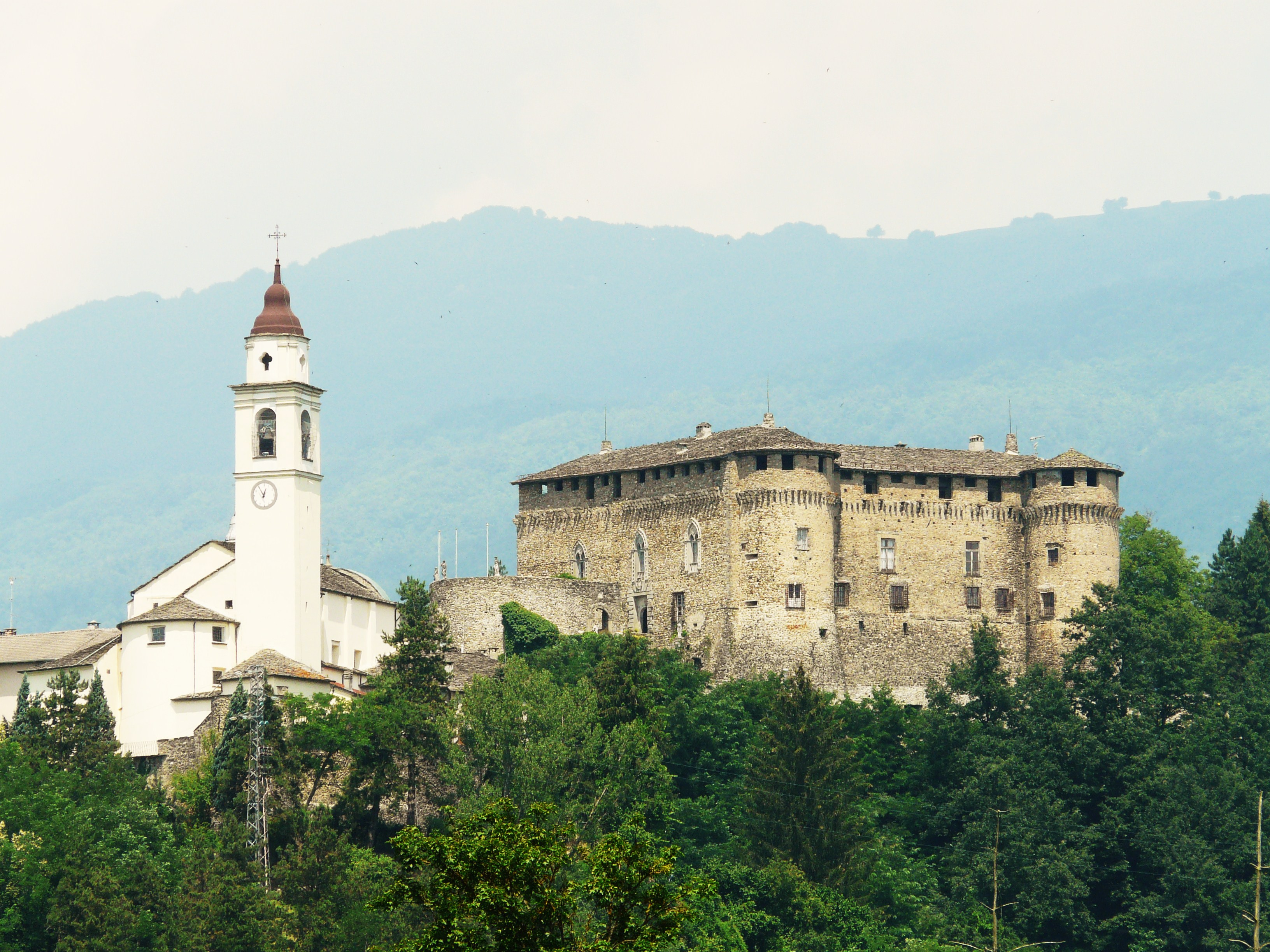
Il retro della chiesa e il castello visti da sud-est

La chiesa si sviluppa su una pianta a navata unica affiancata da quattro cappelle su ogni lato, con ingresso a nord e presbiterio absidato a sud.
La simmetrica facciata, intonacata, è preceduta da un ampio sagrato; il prospetto è suddiviso orizzontalmente da un cornicione in aggetto. Inferiormente si elevano quattro lesene in pietra coronate da capitelli dorici; nel mezzo è collocato l'ampio portale d'ingresso principale, delimitato da una cornice e sormontato da un architrave in rilievo; al centro di quest'ultimo, retto da due mensole inginocchiate, campeggia l'epigrafe DIVO JOANNI BAPTISTAE DICATUM MDCCCLXVIII, riferita alla ristrutturazione neoclassica del 1868; ai lati si aprono i portali d'accesso secondari, anch'essi inquadrati da cornici e sovrastati da architravi in rilievo. Superiormente si innalzano altre quattro lesene coronate da capitelli dorici, a sostegno del cornicione superiore in aggetto; al centro è collocata una finestra a lunetta, delimitata da una cornice modanata retta da due mensole inginocchiate alle estremità. In sommità si staglia il frontone semicircolare, contenente nel mezzo un oculo con cornice in rilievo.
Sulla sinistra si sviluppa la canonica, mentre sul fianco opposto si allunga un edificio privato. I prospetti laterali, scanditi da cinque paraste d'ordine gigante, sono caratterizzati dalla presenza di quattro finestre rettangolari in sommità, aperte sulla navata. Al termine del fianco est si innalza il campanile intonacato, con cella campanaria affacciata sui quattro lati attraverso monofore ad arco a tutto sesto, delimitate da lesene angolari; in sommità si eleva la lanterna, illuminata da quattro finestre cruciformi scandite da lesene binate; a coronamento si staglia la cupola con profilo mistilineo.
Sul retro l'abside presenta tre finestre quadrate strombate in sommità e due a metà altezza.
All'interno la navata, coperta da una volta a botte lunettata scandita in quattro campate e riccamente decorata con affreschi, è affiancata dalle ampie arcate a tutto sesto delle cappelle laterali, suddivise da paraste con capitelli dorici in stucco, a sostegno del cornicione perimetrale in aggetto.
Il presbiterio, lievemente sopraelevato, è preceduto dall'ampio arco trionfale a tutto sesto, retto da paraste doriche; sulla destra di quest'ultimo si apre una nicchia semicircolare, contenente una statua in gesso raffigurante Sant'Antonio, mentre sul lato opposto è collocato il pulpito ligneo. L'ambiente, coperto da una volta a botte lunettata, ospita l'altare maggiore marmoreo a mensa, sostenuto da quattro pilastrini ornati con bassorilievi raffiguranti angeli; sul fondo l'abside, decorata con lesene coronate da capitelli dorici e illuminata da due finestroni laterali, è coperta dal catino con spicchi a vela, lunettati per la presenza di tre aperture quadrate.
Le cappelle sono chiuse superiormente da volte a botte dipinte; quelle del lato destro sono dedicate a Cristo morto, al battistero, a san Francesco e a san Giuseppe, mentre quelle sulla sinistra sono intitolate alla Madonna del Rosario, al crocifisso, all'angelo custode e a san Rocco.